# Błonie (Wieluń)
Błonie – dzielnica Wielunia obejmująca ulice: Kochelskiego, Błońską, Wodną, Poprzeczną, Sejmu Czteroletniego, Wodną, Zamiejską oraz większą część ulicy Ciepłowniczej.
W okresie międzywojennym tą nazwą określano tereny pomiędzy linią kolejową a obecną ulicą Głowackiego. Na błoniach znajduje się między innymi: ciepłownia miejska oraz Powiatowy Urząd Pracy. Błonie nazwa folwarku znajdującego się w granicach miasta Wielunia.